# Iglesia de San Juan Bautista (Ozaeta)
La iglesia de San Juan Bautista es un edificio situado en el concejo de Ozaeta, perteneciente al municipio español de Barrundia.

## Descripción
El edificio se encuentra en el concejo alavés de Ozaeta, perteneciente al municipio español de Barrundia. Construido en el siglo XIII, está protegido bajo la categoría de «zona de presunción arqueológica». Se menciona como iglesia parroquial del lugar en el Diccionario geográfico-estadístico-histórico de España y sus posesiones de Ultramar de Pascual Madoz, donde se dice que hacia mediados del siglo XIX estaba «servida por dos beneficiados». Décadas después, ya en el siglo XX, Vicente Vera y López vuelve a reseñarla en el tomo de la Geografía general del País Vasco-Navarro dedicado a Álava con las siguientes palabras: «Su parroquia con aneja es de categoría de entrada, dedicada á San Juan, y pertenece al arciprestazgo de Gamboa».
Los registros sacramentales de bautismos, matrimonios y decesos generados por la parroquia de San Juan Bautista desde el siglo XV hasta el final del XIX se conservan con los del resto de iglesias de la provincia en el Archivo Histórico Diocesano de Vitoria, donde pueden consultarse.